# Tosun
Tosun ist ein türkischer männlicher Vorname und Familienname. Das Wort bedeutet „junger Stier“ oder „junger Ochse“. Als Name bedeutet Tosun „gesund“ und „stämmig“.

## Namensträger

### Familienname
- Ahmet Tosun (* 1964), Sommelier
- Alaattin Tosun (* 1983), deutsch-türkischer Fußballspieler
- Berat Tosun (* 1994), türkischer Fußballspieler
- Cansu Tosun (* 1988), türkische Schauspielerin
- Cem Tosun (* 1990), österreichisch-türkischer Fußballspieler
- Cemil Tosun (* 1987), österreichisch-türkischer Fußballspieler
- Cenk Tosun (* 1991), deutsch-türkischer Fußballspieler
- Hamide Bıkçın Tosun (* 1978), türkische Taekwondoin
- Jale Tosun (* 1980), deutsche Politikwissenschaftlerin und Hochschullehrerin
- Murat Tosun (* 1984), deutsch-türkischer Fußballspieler
- Muzaffer Tosun (* 1975), deutsch-türkischer Boxer
- Nihat Tosun (* 1959), türkischer Gesundheitspolitiker
- Ünal Tosun (* 1992), deutscher Fußballspieler